# Lepidopyga
Lepidopyga is een geslacht van vogels uit de familie kolibries (Trochilidae).

## Soorten
Het geslacht kent de volgende soorten:
- Lepidopyga coeruleogularis (Saffierkeelkolibrie)
- Lepidopyga goudoti (Goudots kolibrie)
- Lepidopyga lilliae (Lillies kolibrie)